# Casa de veïns a l'avinguda Catalunya, 99 (Gironella)
Casa de veïns a l'avinguda Catalunya, 99 és un edifici del municipi de Gironella (Berguedà) inclòs en l'Inventari del Patrimoni Arquitectònic de Catalunya, del període del modernisme, i atribuït a Alexandre Soler i March.

## Descripció
Habitatge entre mitgeres de planta baixa i dos pisos superiors. Destaca sobretot per l'ús particular del maó, deixat a la vista en un moment en què es comencen a valorar els materials tradicionals en la construcció catalana. A la part baixa trobem tres arcs escarsers, tots tres usats com a portes i realçats per motllures al seu voltant dibuixades amb el mateix maó. Tant al primer com al segon pis trobem moltes obertures, finestres de perfil allargat ubicades als espais deixats entre les motllures de maó, que dibuixen tot de línies verticalitzants acabades amb formes rectangulars o bé arrodonides.

## Història
A principis del segle XX Gironella visqué un moment de gran creixement urbanístic, gràcies a les fàbriques de filats i teixits. Al peu de la carretera de Manresa a Berga, on hi havia també l'estació de la línia de ferrocarril de Manresa a Berga, nasqué un nou barri, l'eixample pròpiament dit de la vila, on se centrà la nova activitat del poble. Aquest període coincideix amb els temps en què Alexandre Soler i March (arquitecte de l'església de Gironella i de la de l'Ametlla de Casserres) fou arquitecte municipal de la localitat, el qual es creu que fou probablement l'autor de l'edifici.